# 1137
Il 1137 (MCXXXVII in numeri romani) è un anno  del XII secolo.

## Eventi
- Un terremoto a Catania provoca oltre 15.000 morti.

## Nati
- Bianca Garcés di Navarra († 1156)
- Enrico Bratislao III di Boemia, vescovo cattolico boemo († 1197)
- Ferdinando II di León, re († 1188)
- Enrico Berengario Hohenstaufen, re († 1150)
- Matteo di Lorena, conte († 1173)
- Ibn Qalāqis, mistico arabo († 1172)
- Venceslao II, sovrano boemo († 1192)

## Morti
- 6 marzo - Ollegario di Tarragona, arcivescovo cattolico e beato spagnolo
- 8 marzo - Adele d'Inghilterra, nobile normanna
- 9 aprile - Guglielmo X di Aquitania, duca (n. 1099)
- 19 aprile - Amaury III di Montfort, nobile e militare francese
- 5 maggio - Asser Thorkilsson, arcivescovo cattolico danese (n. 1055)
- 23 giugno - Adalberto I di Saarbrücken, arcivescovo cattolico tedesco
- 10 luglio - Pain fitzJohn, nobile britannico
- 1º agosto - Luigi VI di Francia, re (n. 1081)
- 18 settembre - Eric II di Danimarca, re danese
- 4 dicembre - Lotario II di Supplimburgo, re (n. 1075)
- Niceforo Briennio, generale e storico bizantino (n. 1062)
- Antipapa Gregorio VIII, arcivescovo cattolico francese
- Gruffydd ap Rhys, sovrano gallese
- Romualdo I Guarna, cardinale e arcivescovo cattolico italiano
- Ponzio di Tripoli, generale franco
- Ranieri I del Monferrato, marchese (n. 1075)
- Uberto Rossi Lanfranchi, cardinale e arcivescovo cattolico italiano
- Sergio VII di Napoli, duca
- Enrico del Vasto, nobile italiano
- Majd ibn Munqidh, politico siriano

## Calendario
| Calendario 1137 | Calendario 1137 | Calendario 1137 | Calendario 1137 | Calendario 1137 | Calendario 1137 | Calendario 1137 | Calendario 1137 | Calendario 1137 | Calendario 1137 | Calendario 1137 | Calendario 1137 | Calendario 1137 | Calendario 1137 | Calendario 1137 | Calendario 1137 | Calendario 1137 | Calendario 1137 | Calendario 1137 | Calendario 1137 | Calendario 1137 | Calendario 1137 | Calendario 1137 | Calendario 1137 | Calendario 1137 | Calendario 1137 | Calendario 1137 | Calendario 1137 | Calendario 1137 | Calendario 1137 | Calendario 1137 | Calendario 1137 | Calendario 1137 |
| --------------- | --------------- | --------------- | --------------- | --------------- | --------------- | --------------- | --------------- | --------------- | --------------- | --------------- | --------------- | --------------- | --------------- | --------------- | --------------- | --------------- | --------------- | --------------- | --------------- | --------------- | --------------- | --------------- | --------------- | --------------- | --------------- | --------------- | --------------- | --------------- | --------------- | --------------- | --------------- | --------------- |
|                 | 1               | 2               | 3               | 4               | 5               | 6               | 7               | 8               | 9               | 10              | 11              | 12              | 13              | 14              | 15              | 16              | 17              | 18              | 19              | 20              | 21              | 22              | 23              | 24              | 25              | 26              | 27              | 28              | 29              | 30              | 31              |                 |
| Gennaio         | Ve              | Sa              | Do              | Lu              | Ma              | Me              | Gi              | Ve              | Sa              | Do              | Lu              | Ma              | Me              | Gi              | Ve              | Sa              | Do              | Lu              | Ma              | Me              | Gi              | Ve              | Sa              | Do              | Lu              | Ma              | Me              | Gi              | Ve              | Sa              | Do              |                 |
| Febbraio        | Lu              | Ma              | Me              | Gi              | Ve              | Sa              | Do              | Lu              | Ma              | Me              | Gi              | Ve              | Sa              | Do              | Lu              | Ma              | Me              | Gi              | Ve              | Sa              | Do              | Lu              | Ma              | Me              | Gi              | Ve              | Sa              | Do              |                 |                 |                 |                 |
| Marzo           | Lu              | Ma              | Me              | Gi              | Ve              | Sa              | Do              | Lu              | Ma              | Me              | Gi              | Ve              | Sa              | Do              | Lu              | Ma              | Me              | Gi              | Ve              | Sa              | Do              | Lu              | Ma              | Me              | Gi              | Ve              | Sa              | Do              | Lu              | Ma              | Me              |                 |
| Aprile          | Gi              | Ve              | Sa              | Do              | Lu              | Ma              | Me              | Gi              | Ve              | Sa              | Do              | Lu              | Ma              | Me              | Gi              | Ve              | Sa              | Do              | Lu              | Ma              | Me              | Gi              | Ve              | Sa              | Do              | Lu              | Ma              | Me              | Gi              | Ve              |                 |                 |
| Maggio          | Sa              | Do              | Lu              | Ma              | Me              | Gi              | Ve              | Sa              | Do              | Lu              | Ma              | Me              | Gi              | Ve              | Sa              | Do              | Lu              | Ma              | Me              | Gi              | Ve              | Sa              | Do              | Lu              | Ma              | Me              | Gi              | Ve              | Sa              | Do              | Lu              |                 |
| Giugno          | Ma              | Me              | Gi              | Ve              | Sa              | Do              | Lu              | Ma              | Me              | Gi              | Ve              | Sa              | Do              | Lu              | Ma              | Me              | Gi              | Ve              | Sa              | Do              | Lu              | Ma              | Me              | Gi              | Ve              | Sa              | Do              | Lu              | Ma              | Me              |                 |                 |
| Luglio          | Gi              | Ve              | Sa              | Do              | Lu              | Ma              | Me              | Gi              | Ve              | Sa              | Do              | Lu              | Ma              | Me              | Gi              | Ve              | Sa              | Do              | Lu              | Ma              | Me              | Gi              | Ve              | Sa              | Do              | Lu              | Ma              | Me              | Gi              | Ve              | Sa              |                 |
| Agosto          | Do              | Lu              | Ma              | Me              | Gi              | Ve              | Sa              | Do              | Lu              | Ma              | Me              | Gi              | Ve              | Sa              | Do              | Lu              | Ma              | Me              | Gi              | Ve              | Sa              | Do              | Lu              | Ma              | Me              | Gi              | Ve              | Sa              | Do              | Lu              | Ma              |                 |
| Settembre       | Me              | Gi              | Ve              | Sa              | Do              | Lu              | Ma              | Me              | Gi              | Ve              | Sa              | Do              | Lu              | Ma              | Me              | Gi              | Ve              | Sa              | Do              | Lu              | Ma              | Me              | Gi              | Ve              | Sa              | Do              | Lu              | Ma              | Me              | Gi              |                 |                 |
| Ottobre         | Ve              | Sa              | Do              | Lu              | Ma              | Me              | Gi              | Ve              | Sa              | Do              | Lu              | Ma              | Me              | Gi              | Ve              | Sa              | Do              | Lu              | Ma              | Me              | Gi              | Ve              | Sa              | Do              | Lu              | Ma              | Me              | Gi              | Ve              | Sa              | Do              |                 |
| Novembre        | Lu              | Ma              | Me              | Gi              | Ve              | Sa              | Do              | Lu              | Ma              | Me              | Gi              | Ve              | Sa              | Do              | Lu              | Ma              | Me              | Gi              | Ve              | Sa              | Do              | Lu              | Ma              | Me              | Gi              | Ve              | Sa              | Do              | Lu              | Ma              |                 |                 |
| Dicembre        | Me              | Gi              | Ve              | Sa              | Do              | Lu              | Ma              | Me              | Gi              | Ve              | Sa              | Do              | Lu              | Ma              | Me              | Gi              | Ve              | Sa              | Do              | Lu              | Ma              | Me              | Gi              | Ve              | Sa              | Do              | Lu              | Ma              | Me              | Gi              | Ve              |                 |